# Villeneuve-d'Olmes
Villeneuve-d'Olmes är en kommun i departementet Ariège i regionen Occitanien i södra Frankrike. Kommunen ligger  i kantonen Lavelanet som ligger i arrondissementet Foix. År 2022 hade Villeneuve-d'Olmes 962 invånare.

## Befolkningsutveckling
Antalet invånare i kommunen Villeneuve-d'Olmes
Referens: INSEE